# Каэтите
Каэтите (порт. Caetité) — муниципалитет в Бразилии, входит в штат Баия. Составная часть мезорегиона Юго-центральная часть штата Баия. Входит в экономико-статистический микрорегион Гуанамби. Население составляет 48 525 человек на 2006 год. Занимает площадь 2306,382 км². Плотность населения — 21,0 чел./км².
Праздник города — 5 апреля.

## История
Город основан в 1810 году.

## Статистика
- Валовой внутренний продукт на 2003 год составляет 103 265 093,00 реалов (данные: Бразильский институт географии и статистики).
- Валовой внутренний продукт на душу населения на 2003 год составляет 2199,61 реалов (данные: Бразильский институт географии и статистики).
- Индекс развития человеческого потенциала на 2000 год составляет 0,673 (данные: Программа развития ООН).

## Галерея

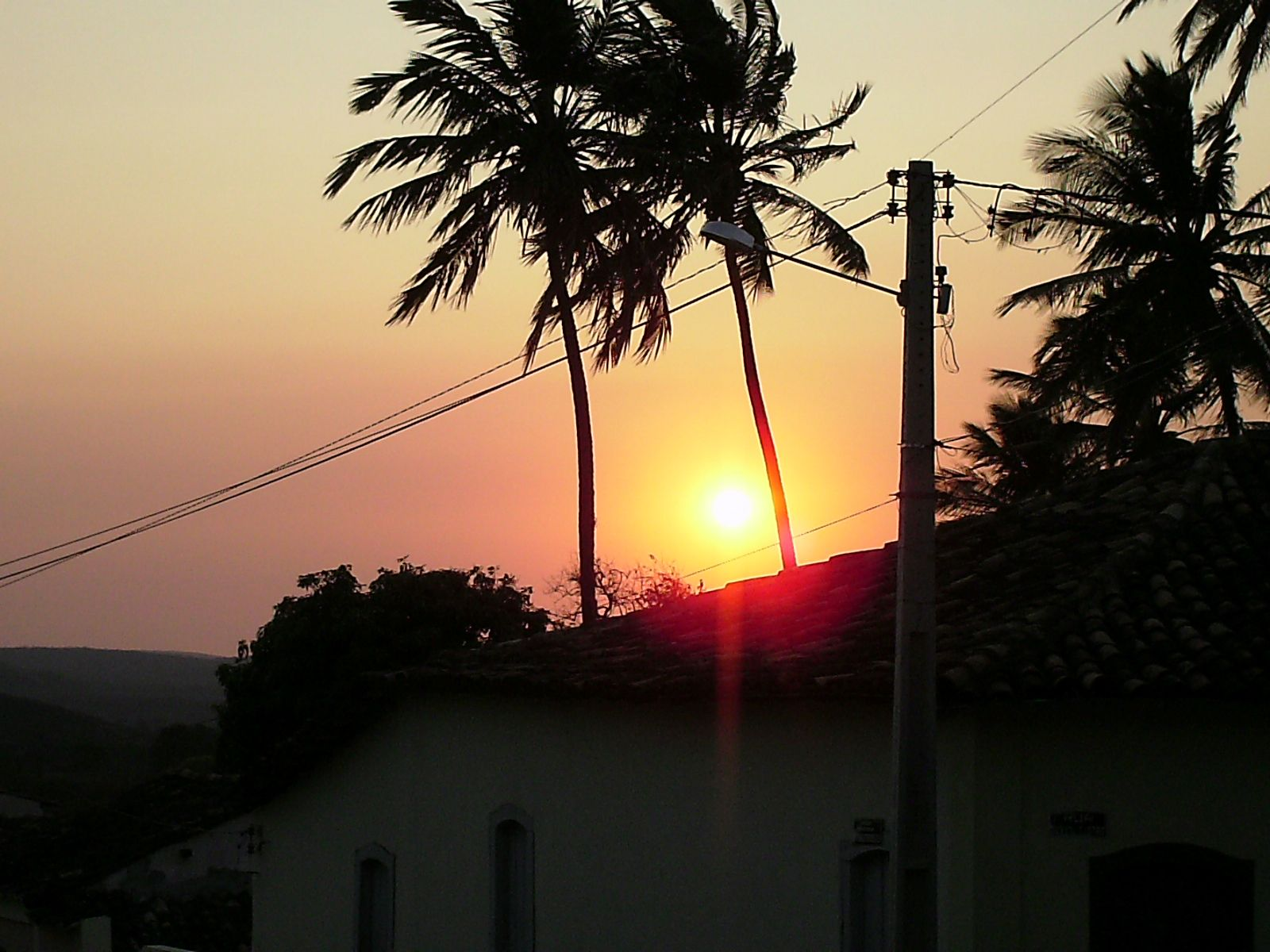
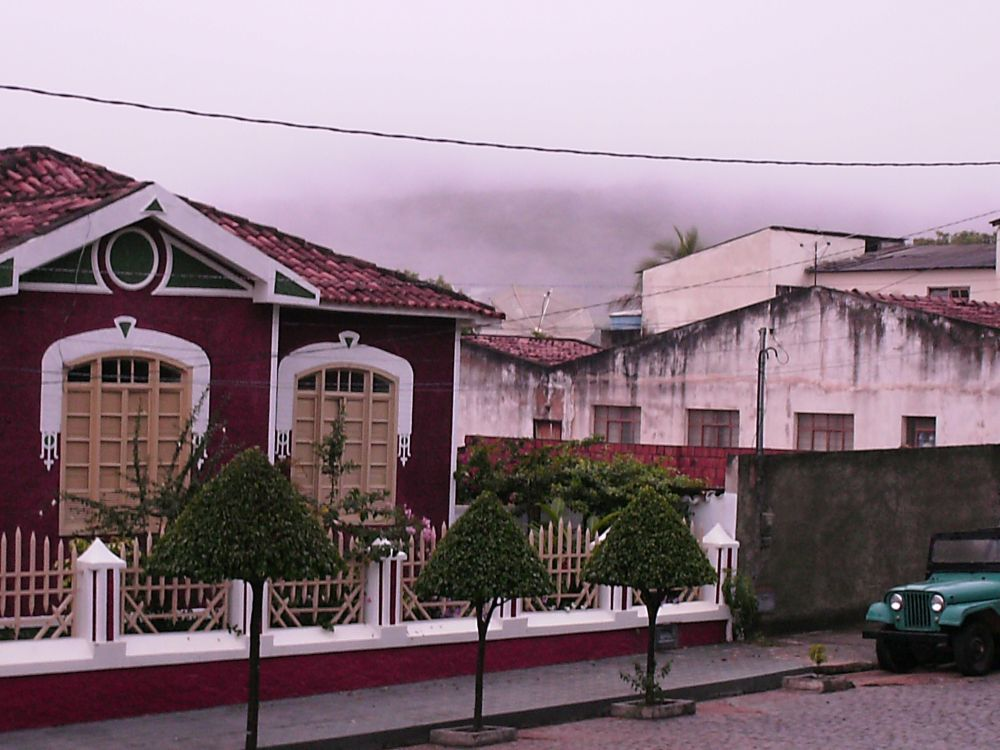
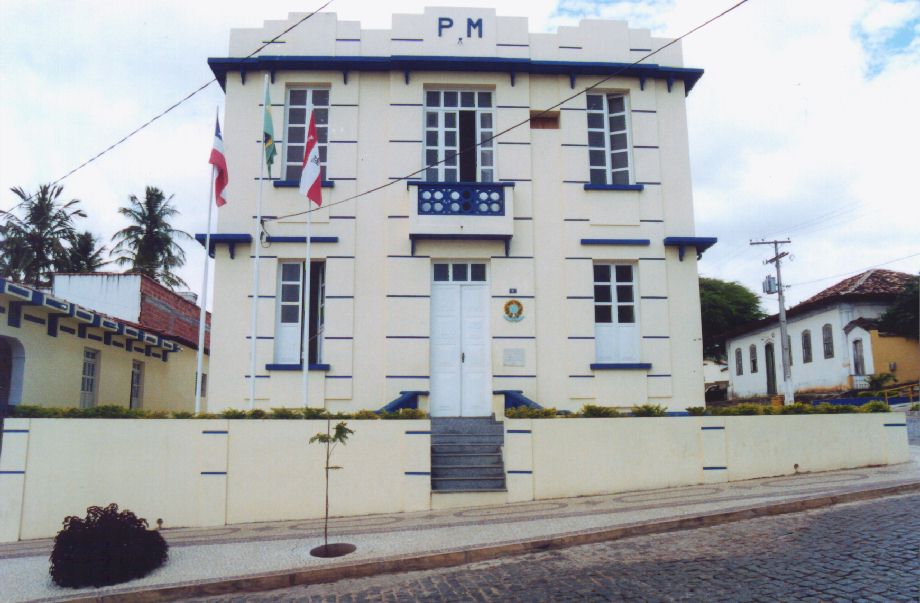
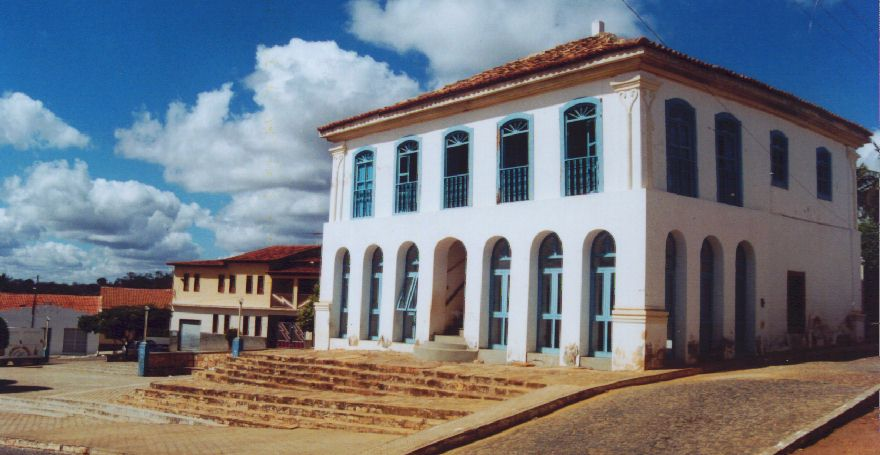
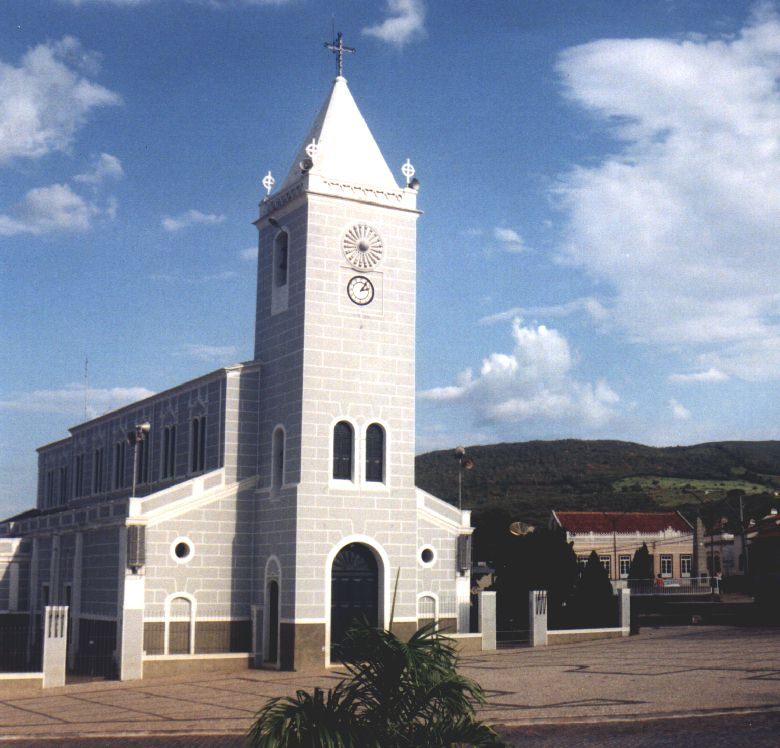
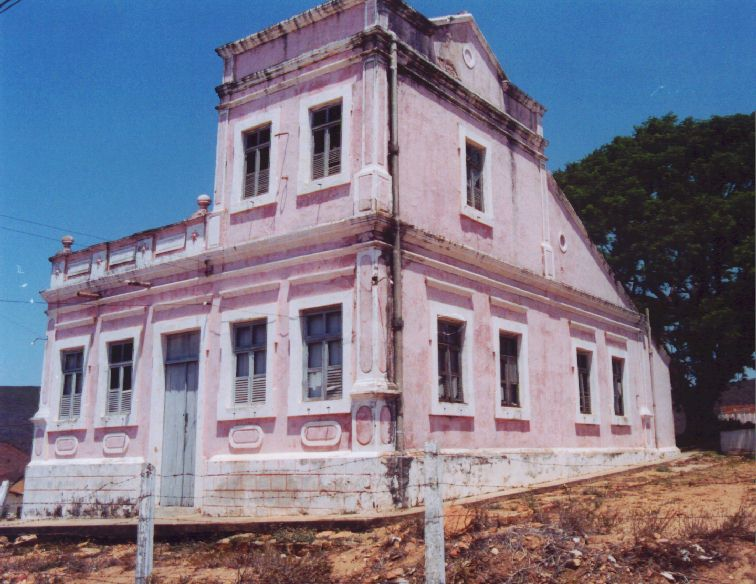
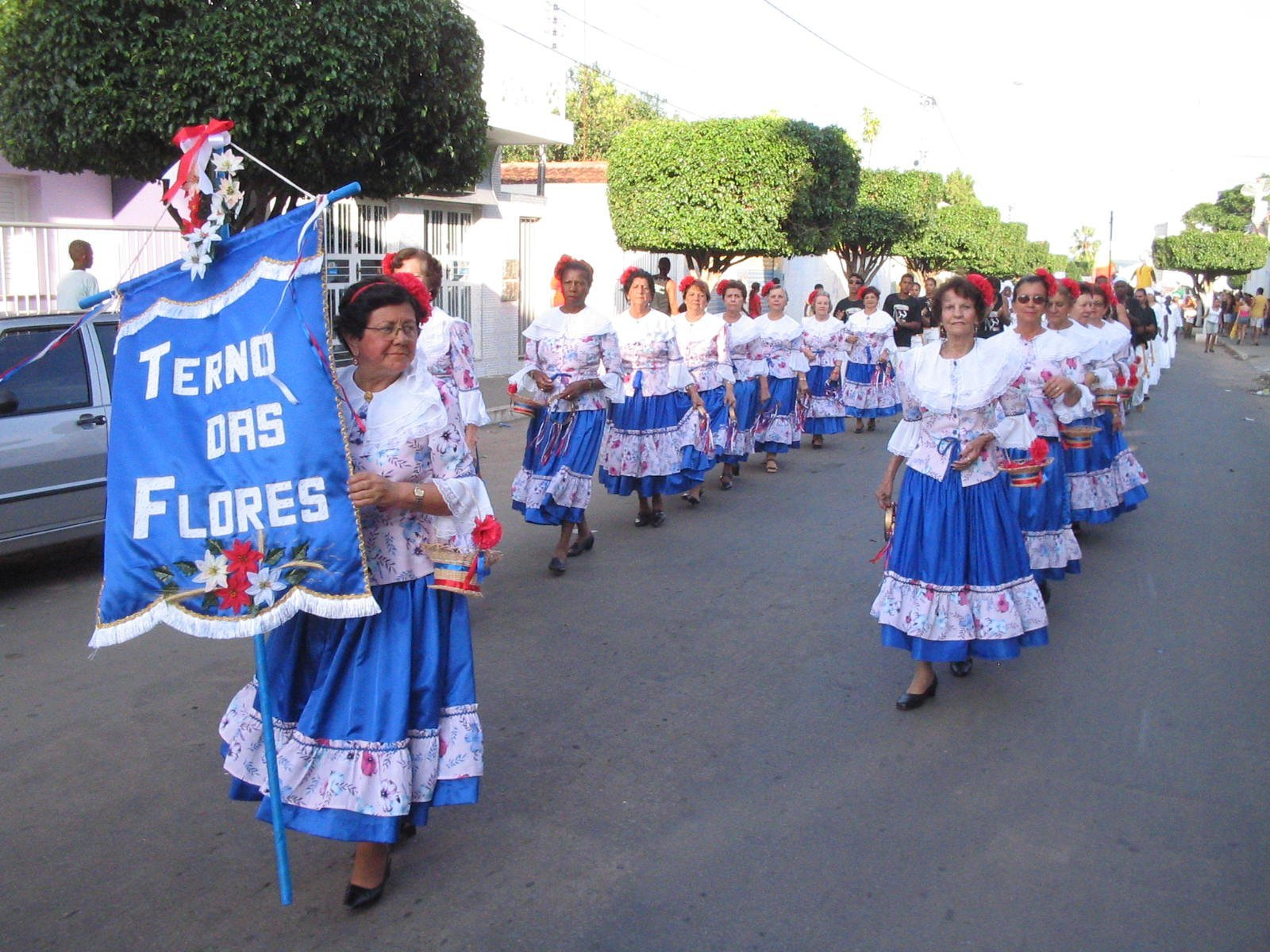
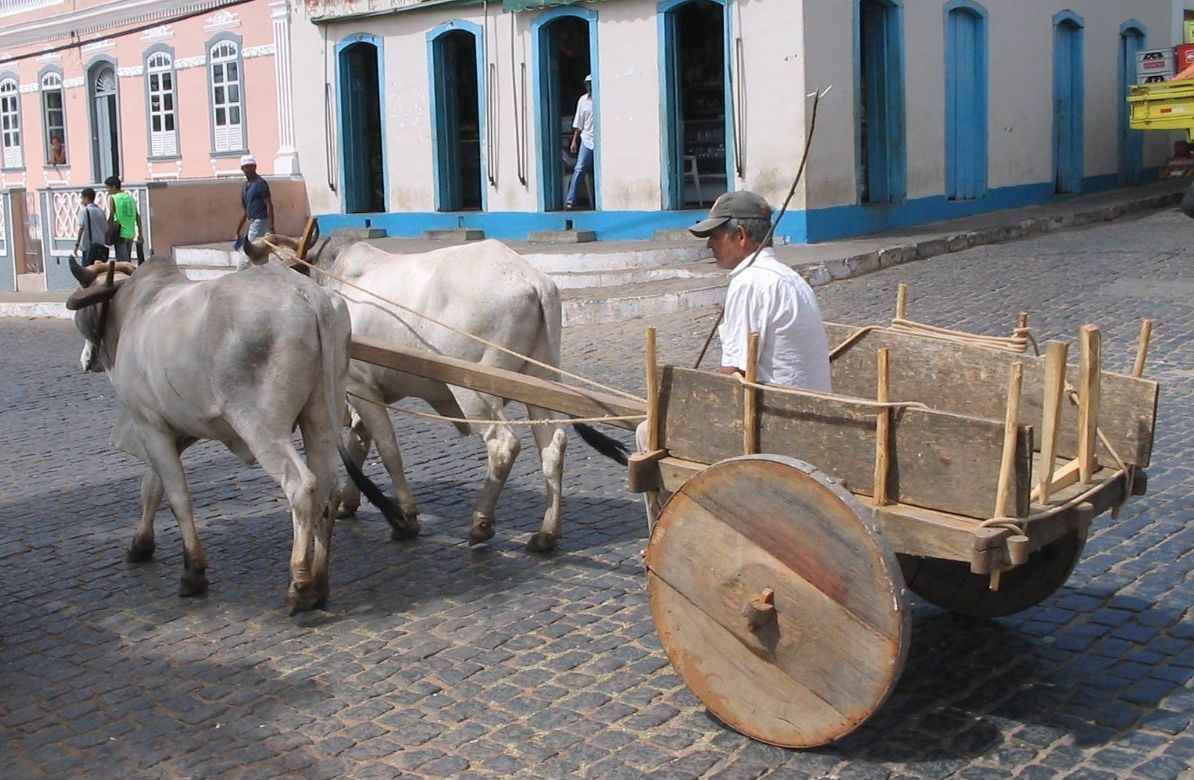

## География
Климат местности: тропический.